# Ти си Ајс Нигрутин
Ти си Ајс Нигрутин је пети соло студијски албум репера Ајса Нигрутина. Објављен је 4. децембра 2024. под окриљем издавачке куће Касета диџитал.

## Позадина
Албум је најављиван на мрежама годинама после последњег албума Акупунктура говнета, посебно се истицала најављена колаборација с Марчелом у песми „Марчело ме тражи” која је одрепована преко семпла песме „Матер” групе Ти-Би-Еф.
Дана 30. септембра 2024. Ајс Нигрутин је отворио свој званични канал на јутјубу. На мрежама је објављено да ће први сингл с албума избацити пошто канал достигне хиљаду пратилаца. То је и учињено 2. октобра 2024. када је избачен видео-спот песме „Прасићи се врте” на којој гостује Мирки Маус.

## Реакције
Албум је добио позитивне критике због Нигрутинове истрајности на хипхопу старе школе, али и због префињеног смисла за хумор који је увек красио аутора. Српски књижевник Марко Видојковић написао је у рецензији да „од једанаест песама на албуму (плус интро), чак десет су веома добре или одличне, једино ми је безвезе последња о сеченом лососу. Као што не знам да ли Ајзак заиста има сина дегена, тако не знам ни да ли је песма о лососу продукт плејсмент или издркавање за крај плоче. Албум је, међутим, толико моћан, да ћу заволети и њу.”

## Списак песама
| №   | Назив                                   | Трајање |  |
| 1.  | Интро                                   | 1:01    |  |
| 2.  | Нигрутински стајло                      | 3:42    |  |
| 3.  | Баскети без лопте                       | 3:06    |  |
| 4.  | Празан кечап                            | 2:18    |  |
| 5.  | Прасићи се врте (feat. Микри Маус)      | 2:53    |  |
| 6.  | Син деген                               | 2:41    |  |
| 7.  | Марчело ме тражи (feat. Марчело)        | 4:07    |  |
| 8.  | Срце мога говнета                       | 2:40    |  |
| 9.  | Тикет пакет                             | 2:41    |  |
| 10. | Таштино масло (feat. Нојз Who See)      | 3:19    |  |
| 11. | Дим машина                              | 3:02    |  |
| 12. | Сечен лосос (feat. Скај Виклер и Тимбе) | 3:37    |  |